# واکنش بوخرر
واکنش بوخرر (به انگلیسی: Bucherer reaction) یک نام واکنش در شیمی آلی است که طی آن نفتول در یک واکنش برگشت‌پذیر به یک نفتیل‌آمین تبدیل می‌شود. برای انجام این واکنش نیاز به حضور آمونیاک و سدیم بی‌سولفیت در محیط واکنش است. این واکنش به افتخار شیمیدان آلمانی هانس تئودور بوخرر نام‌گذاری شده است.